# Magnihill och Lydestad
Magnihill och Lydestad is een plaats in de gemeente Helsingborg in de provincie Skåne län en het landschap Skåne, dit zijn de zuidelijkste provincie en landschap van Zweden. De plaats heeft 58 inwoners (2000) en een oppervlakte van 13 hectare.